# Maximilien Sorre
Maximilien Sorre (Rennes, 16 luglio 1880 – Messigny-et-Vantoux, 10 agosto 1962) è stato un geografo francese le cui opere hanno approfondito le conoscenze nel campo della geografia umana: una diversa concezione della geografia, cioè che si dedica all'analisi della distribuzione, della localizzazione e dell'organizzazione spaziale dei fatti umani. Tale scienza è composta da un aspetto sincronico, ovvero l'analisi dei progetti organizzativi umani presenti nel mondo in un determinato periodo, e da un aspetto diacronico, ovvero l'analisi dei processi che nel corso del tempo hanno condotto alla formazione di tali assetti.
Nel corso del XX secolo, esponenti del pensiero geografico presero le distanze dalle teorie strutturaliste, che riducevano il territorio ad una realtà spiegata in termini di causa-effetto, non tenendo conto della "soggettività" dei singoli individui, intesi nella loro specificità, operanti nello spazio. La nuova geografia "umanistica", invece, pose il soggetto umano al centro di ogni rappresentazione del territorio ed allo stesso modo considerava il territorio esclusivamente in relazione all'individuo: in quale modo, cioè, egli interpretava, viveva e percepiva ciò che lo circondava, quali valori gli attribuiva e come proiettava se stesso nello spazio esterno. In questo senso Sorre sviluppò i concetti che Paul Vidal de La Blache aveva già esposto nel suo Principes de géographie humaine, aggiungendovi elementi tratti dalle scienze biologiche, mediche e sociali .

## Vita e opere
Dopo essere stato allievo di Paul Vidal  alla Sorbona e in seguito del botanico Charles Flahault presso l'Università di Montpellier si laureò con una tesi sulla geografia biologica dei Pirenei mediterranei (1913) (Les Pyrénées méditerranéennes) per cui può essere considerato l'iniziatore degli studî di geografia medica. 
Durante le due guerre mondiali, gli incarichi amministrativi (è rettore dell'Accademia di Clermont-Ferrand (1931), poi dell'Accademia di Aix-Marsiglia (1934) e in seguito direttore per l'insegnamento di primo grado nel 1937) lo limitano nelle sue ricerche al settore della geografia regionale. Durante la prima guerra mondiale (1914-1918) viene mobilitato come ufficiale nel 1914, e rimane gravemente ferito in Artois nell'autunno del 1915. Durante la convalescenza stabilisce un rapporto più stretto con Vidal, il cui figlio era morto in guerra. Sorre verrà decorato con la Croce di guerra 1914-1918 e della Legion d'onore (ottobre 1915). 
Dopo aver pubblicato un libro su I Pirenei (1922) Max Sorre, come egli firma abitualmente le sue opere, collabora alla Geografia universale, il tema affrontato da  Paul Vidal de la Blache e Lucien Gallois nella redazione del volume intitolato Messico. America centrale (1928), e poi partecipa alla redazione dell'opera sul Mediterraneo e le Penisole mediterranee (1934).
Durante la seconda guerra mondiale (1939-1945) il regime di Vichy lo congeda dal servizio militare a causa delle sue idee politiche. Ritornato all'insegnamento, diviene professore alla Sorbona nel 1941 e scrive, collegando la geografia  alla biologia, all'ecologia,alla sociologia, Les migrations des peuples, (1955), Rencontres de la géographie et de la sociologie, (1957), considerate le opere più notevoli della sua produzione scientifica, che gli procurano una vasta notorietà. 
Il suo trattato più importante è I fondamenti della geografia umana  (Fondements de la géographie humaine (Parigi 1947-52), di cui il testo L'Homme sur la Terre. Traité de géographie humaine, pubblicato nel 1961, è una sorta di sintesi e di testamento scientifico. Vi si tratta - «nella parte prima - l'adattamento al clima, la distribuzione e la diffusione delle piante utili e degli animali domestici, i complessi patogeni; quindi - nella parte seconda - le basi tecniche dell'occupazione della terra da parte dell'uomo e lo sviluppo delle comunicazioni, e inoltre le tecniche della vita sociale (lingue, agglomerati umani, dal clan agli stati) e le tecniche economiche (energia e sua origine); nella terza parte sono esaminate la produzione e la trasformazione delle materie prime; nella quarta, l'habitat umano (rurale e urbano)» .